# Eddy Ramon
Eddy Ramon is een Belgisch voormalig motorcrosser.

## Levensloop
Ramon werd Belgisch kampioen zijspancross in 1992. Daarnaast werd hij tweemaal vice-wereldkampioen: in 1991 en 1992. Zijn bakkenisten waren Gino Strubbe en Fabien Bouvet.
Hij is de vader van Steve Ramon, eveneens motorcrosser.

## Palmares
- Wereldkampioenschap: 1991 en 1992
- Belgisch kampioenschap: 1992